# Suhoj Su-75
Suhoj Su-75 (rusko Сухой Су-75), je enomotorni reaktivni večnamenski lovec pete generacije, ki ga razvija Suhoj za izvoz in Vojno letalstvo Rusije. Su-75 bo imel radarsko nevidnost oziroma majhno opazljivost.
Statična maketa Su-75 je bila predstavljena na letalskem sejmu MAKS 2021 v prisotnosti predsednika Ruske federacije Vladimirja Putina. Prvi polet lovca je načrtovan za leto 2024, prve dostave pa za 2026–2027. Načrtovan je kot poceni letalo, namenjeno izvozu V naslednjih 15 letih je napovedana proizvodnja 300 letal.
Načrtovani strošek je 25–30 mio USD na letalo.
14. novembra 2021 se je začela proizvodnja več prototipov letala v tovarni Komsomolsk na Amuru, kjer poteka tudi proizvodnja Su-57.